# 皮埃尔·伽桑狄
皮埃爾·伽桑狄（Pierre Gassendi，1592年1月22日—1655年8月24日），法國科學家、數學家、哲學家、傳教士、天文學家。他在法國東南部的教堂擁有一份工作，並且在巴黎領導一群自由思想派的知識分子。他同時也是一個積極觀測的科學家，在1631年出版了水星凌日一書，伽桑狄隕石坑便是以他命名。 他使伊比鳩魯學派復興，以取代亞里士多德學派，他宣传原子论思想。他认为世界上的一切东西都是按一定次序结合起来的原子总和，世界是无限的。伽桑狄在认识方面是感觉论者，他肯定感觉是知识的唯一来源。他的社会观点是“自然权利”的观点，他说国家只是一种分工，是建立在社会契约的基础上的。

## 连接
- 伽桑狄著作的介绍浏览
- 关于幸福——伽桑狄的著作[永久]
- Stanford Encyclopedia of Philosophy: Pierre Gassendi （页面存档备份，存于）